# Dorog
Dorog  este un oraș în districtul Esztergom, județul Komárom-Esztergom, Ungaria, având o populație de 11.933 de locuitori (2011). 

## Demografie
Componența etnică a orașului Dorog
     Maghiari (93,05%)
     Germani (3,2%)
     Romi (1,51%)
     Necunoscut (0,59%)
     Alții (1,65%)
Componența confesională a orașului Dorog
     Romano-catolici (36,68%)
     Fără religie (22,32%)
     Reformați (5,82%)
     Atei (1,77%)
     Necunoscută (32,31%)
     Alte religii (3,3%)
Conform recensământului din 2011, orașul Dorog avea 11.933 de locuitori. Din punct de vedere etnic, majoritatea locuitorilor (93,05%) erau maghiari, existând și minorități de germani (3,2%) și romi (1,51%). Apartenența etnică nu este cunoscută în cazul a 0,59% din locuitori. Nu există o religie majoritară, locuitorii fiind romano-catolici (36,68%), persoane fără religie (22,32%), reformați (5,82%) și atei (1,77%). Pentru 32,31% din locuitori nu este cunoscută apartenența confesională.